# Улица Герцена (Прилуки)
Улица Ге́рцена (укр. вулиця Ге́рцена) расположена в восточной части города Прилуки. Находится в историческом районе Верхние Кустовцы. Без твёрдого покрытия.

## Этимология годонима
Названа в честь писателя и публициста — А. И. Герцена

## Трассировка
Берёт своё начало от улицы Коцюбинского (№№ 50, 52) возле Кустовского кладбища, идёт на юг до улицы Константиновской (№№ 257, 259) параллельно улицам Расковой и Полевой.

Пересекается улицами:
- Полевой въезд

## Здания, сооружения, места
Застроена частными жилыми домами. Заканчивается домами №№ 15, 16.

## Транспорт
Автобусного движения не имеет.